# Karl von Closen

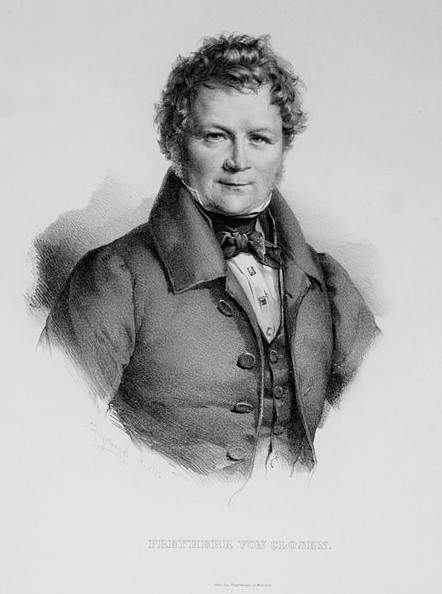
Karl Ferdinand von Closen, Lithographie von Franz Hanfstaengl

Karl Ferdinand Heinrich Freiherr von Closen-Haidenburg (* 31. Dezember 1786 in Zweibrücken; † 19. September 1856 in Gern) war ein deutscher Jurist und Politiker im Königreich Bayern.

## Leben
Closen war der Sohn des Generals in französischen Diensten Hans Christoph Friedrich Ignatz Ludwig von Closen zu Haidenburg (1755–1830) und der Dorothea geb. von Fürstenwärther († 1800). Spross einer unebenbürtigen Seitenlinie der Wittelsbacher und Schwester der Zwillinge Friedrich Karl von Fürstenwärther bzw. Leopold von Fürstenwärther. Er hatte vier Geschwister. Seine Schwester Charlotte Henriette (* 14. September 1788) war mit Friedrich Carl Hector Wilhelm von Günderrode verheiratet.
Karl von Closen studierte an der Universität Wien und Universität Landshut Rechtswissenschaft. In Landshut war er 1803 Mitstifter des Corps Suevia. 1805 wurde er Accessist im bayerischen Staatsdienst. 1814 nahm er als Freiwilliger am Befreiungskriege teil. 1817 wurde er Regierungsrat. Jahrzehntelang war er Mitglied des Bayerischen Landtags für die Fraktion der Gutsbesitzer. 1831 trat er aus dem Staatsdienst aus, weil den liberalen Abgeordneten im Staatsdienst wegen eines Konflikts mit der Bayerischen Staatsregierung kein Urlaub gewährt wurde. Closen kritisierte als Abgeordneter das harte Vorgehen der Regierung im Zusammenhang mit dem Münchner Studentenaufstand vom Dezember 1830, der Ausfluss der Julirevolution von 1830 in Paris war. In der Folge wurden gegen ihn Ermittlungen wegen angeblicher staatsfeindlicher Verbreitung des revolutionären Gedichts Lebewohl, Abschied des kranken Dichters von Baiern von Ernst Ludwig Große eingeleitet. Er kam für vier Monate in Haft und wurde anschließend mit Meldepflichten bei der Polizei belegt. Seinen Wohnort Gern durfte er nur mit Genehmigung des Untersuchungsrichters verlassen. Die Verfolgungen wurden erst durch Entscheidung des Oberappellationsgericht München vom 30. Dezember 1839 aufgehoben. Er ist im Schwarzen Buch der Frankfurter Bundeszentralbehörde (Eintrag Nr. 244) festgehalten.
Er nahm 1848 am Vorparlament teil und wurde in die Frankfurter Nationalversammlung und in den Fünfzigerausschuss gewählt. Er nahm diese Mandate nur kurzzeitig wahr; denn Maximilian II. Joseph bestellte ihn zum Gesandten beim Deutschen Bund. Nach dem Rücktritt des Märzministeriums ernannte ihn Max II. zum Bayerischen Staatsrat in außerordentlichem Dienst. Fortan kümmerte er sich um die Förderung von Bayerns Landwirtschaft.
Er verstarb ohne Nachkommen. Als Fideikomiss-Erbe erhielt sein Großneffe Hector Karl Eduard von Günderode das Recht, Wappen und Freiherrntitel der Familie von Closen zu tragen.

## Sonstiges
Das Karl-von-Closen-Gymnasium in seinem Heimatort Gern (heute Ortsteil der Stadt Eggenfelden) ist ihm zu Ehren benannt.

## Schriften
- Kritische Zusammenstellungen der baierischen Culturgesetze, 1818
- Die landwirthschaftliche Erziehungsanstalt in Gern, 1825
- Bemerkungen über die §§. 2 und 3 des Reichsverfassungsentwurfes mit besonderer Rücksicht auf das Verhältniß Oesterreichs zu Deutschland, 1848 (Volltext (72 S.))
- Die Armee als militärische Bildungsanstalt der Nation, 1850, mit einem Nachtrag (1851) (Volltext)